# Мисс сорок пятый калибр
«Мисс сорок пятый калибр» (англ. Ms. 45, фильм также известен под названием англ. Angel of Vengeance — «Ангел мести» и «Ангел мщения») — драматический триллер 1981 года режиссёра Абеля Феррара о немой девушке из Нью-Йорка, дважды изнасилованной за день и начавшей убивать мужчин из пистолета.

## Сюжет
Тана, 18-летняя немая девушка из Нью-Йорка, работает швеёй в центре города. По дороге домой на неё нападает мужчина в маске и насилует её, угрожая пистолетом. В шоковом состоянии Тана добирается до своей квартиры, но там её ждет ещё один насильник — проникший в квартиру грабитель. Ей удается убить его, но вместо того, чтобы вызвать полицию, Тана расчленяет труп, раскладывает его по пакетам и прячет в холодильнике. Оставшийся от грабителя пистолет M1911 она оставляет себе.
Первой жертвой Таны становится пытавшийся её догнать навязчивый молодой человек, заметивший, как она бросила на улице пакет с частью трупа. После этого облик Таны меняется: вместо прежней скромной одежды она одевается в чёрную кожу, использует яркий макияж. По вечерам Тана выходит на улицы Нью-Йорка с пистолетом, убивая множество мужчин: от сутенёра и банды уличных грабителей в парке до арабского шейха и его водителя.
Альберт, хозяин ателье, в котором работает Тана, приглашает её на карнавал в честь Хеллоуина. Вечером Тана приходит в костюме монахини. После того как Альберт начинает её домогаться, Тана начинает стрелять. Она успевает убить нескольких мужчин, прежде чем Лори, её коллега, убивает её ударом ножа в спину.

## В ролях
| Актёр             | Роль             |
| ----------------- | ---------------- |
| Зои Тамерлис Ланд | Тана             |
| Альберт Синкис    | Альберт          |
| Найк Закманоглу   | Памела           |
| Дарлин Стато      | Лори             |
| Абель Феррара     | первый насильник |
| Питер Йеллен      | грабитель        |
| Стив Даскевиш     | полицейский      |
| Эдитта Шерман     | Миссис Нейсон    |
| Эдвард Сингер     | фотограф         |
| Джеймс Олбанис    | Ник              |